# Château de Roquefixade
Le château de Roquefixade (en occitan :  Lo Castèl de Roca-Fissada) est un ancien château fort dit cathare, du XIe siècle, aujourd'hui en ruine, dont les vestiges se dressent sur le territoire de la commune française de Roquefixade dans le département de l'Ariège, en région Occitanie.
Les vestiges du château sont classés au titre des monuments historiques  par arrêté du 17 février 1995.

## Localisation
Les vestiges du château sont situés sur un éperon calcaire à 400 mètres au nord-ouest de la commune de Roquefixade, entre Foix et Lavelanet, dans le département français de l'Ariège.

## Étymologie
Son nom de Roquefixade (rocca fissada rocher fendu) vient de la voûte qui enjambe une faille sur le versant nord.

## Historique
Le château est mentionné pour la première fois en 1034.
Les premiers seigneurs connus du château sont les seigneurs de Pailhès.
En 1205, le mariage de Raimon de Péreilhe avec Corba de Lanta y est célébré. Ce seigneur possédait aussi le château de Péreilhe ainsi que celui de Montségur.
Il sert de refuge et de lieu de résistance pour les Albigeois au XIIIe siècle. En 1212, Simon de Montfort prend le château qui relève alors des comtes de Toulouse, après avoir incendié le village.
Il est saisi en 1272 par le roi de France Philippe le Hardi, après que le comte de Foix Roger-Bernard III, avec lequel il avait des démêlés, s'est rendu. Il s'assure de l'entretien et du réarrangement des fortifications, et il y place une garnison royale, composée d'un châtelain, d'un guetteur, d'un portier, de douze sergents et de chiens de garde, en 1278 dont le but est de surveiller la frontière avec le royaume voisin d'Aragon.
En 1463, le château est restitué par le roi Louis XI au comte de Foix, Gaston IV.

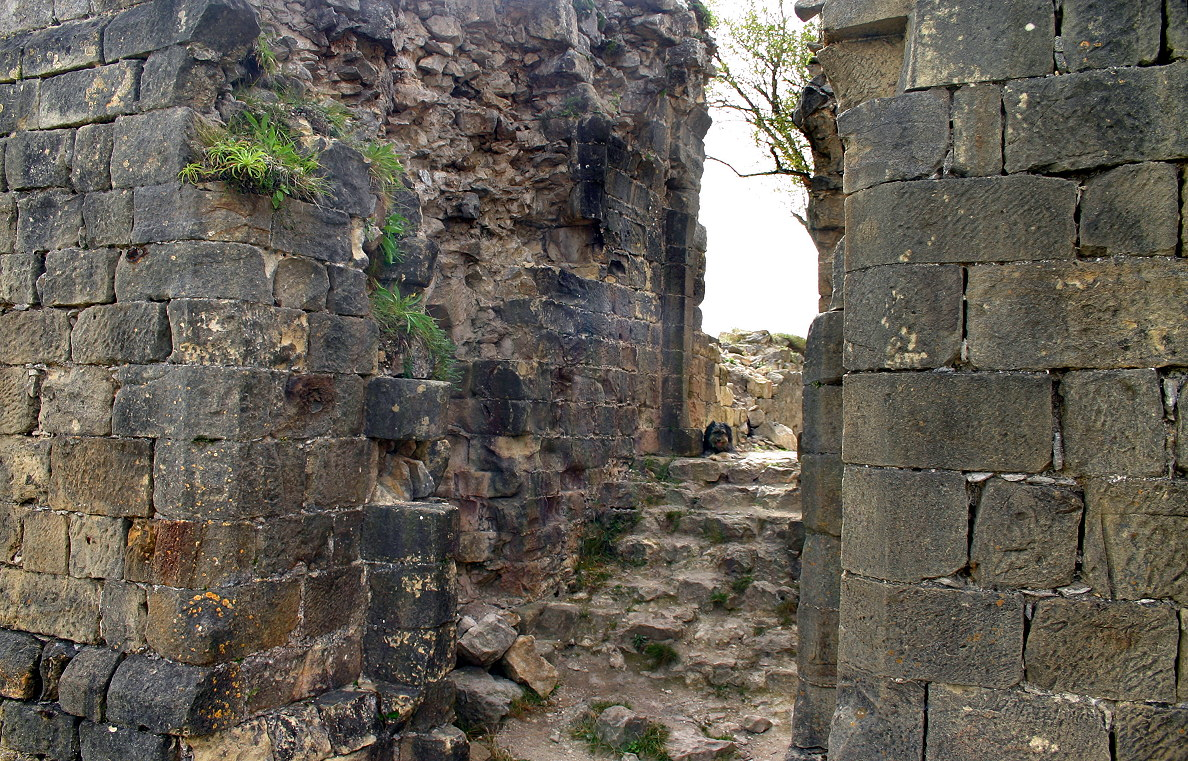
La poterne.

Le château subit divers remaniements du XVe au XVIe siècle pour finalement être détruit en 1632 sur ordre de Louis XIII, le château ayant pris part au soulèvement du Languedoc qui prend fin en septembre 1632 avec la défaite et son emprisonnement à Castelnaudary d'Henri II de Montmorency.
En 1675, le baron de Celles, Vital Guilhon de Lestang, rachète le château et sa famille le conserve jusqu'à la Révolution française, où il est alors vendu comme bien national.

## Description
Le château qui fait corps avec l'éperon comprend deux enceintes, dont la seconde, par un étroit conduit, mène au centre du château par une poterne. Construit sur une faille, une voûte enjambe celle-ci versant nord.
On accède à la cour après avoir franchi un châtelet, et ensuite le donjon dont l'enceinte enjambe par l'intermédiaire d'une arche en surplomb la faille.

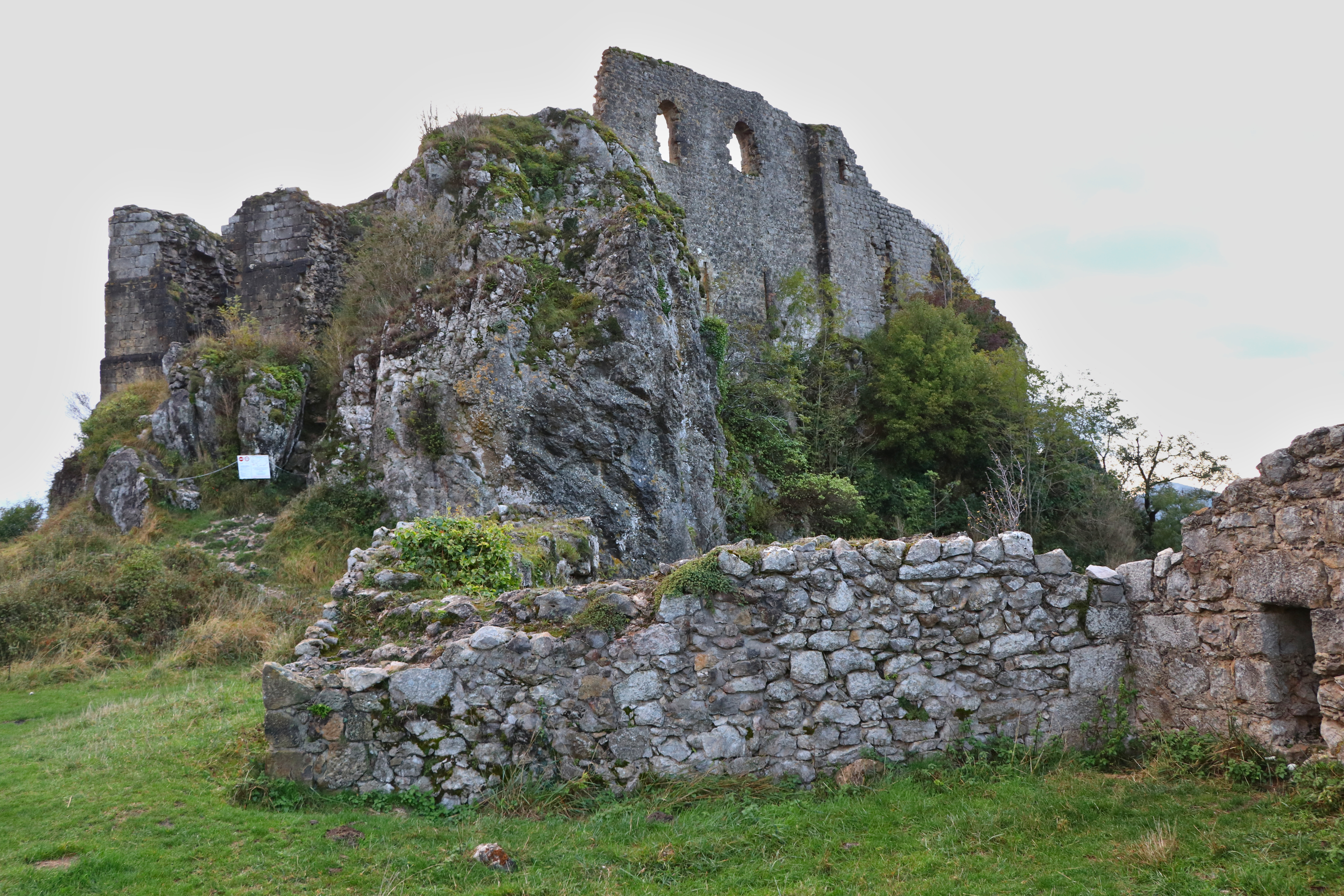
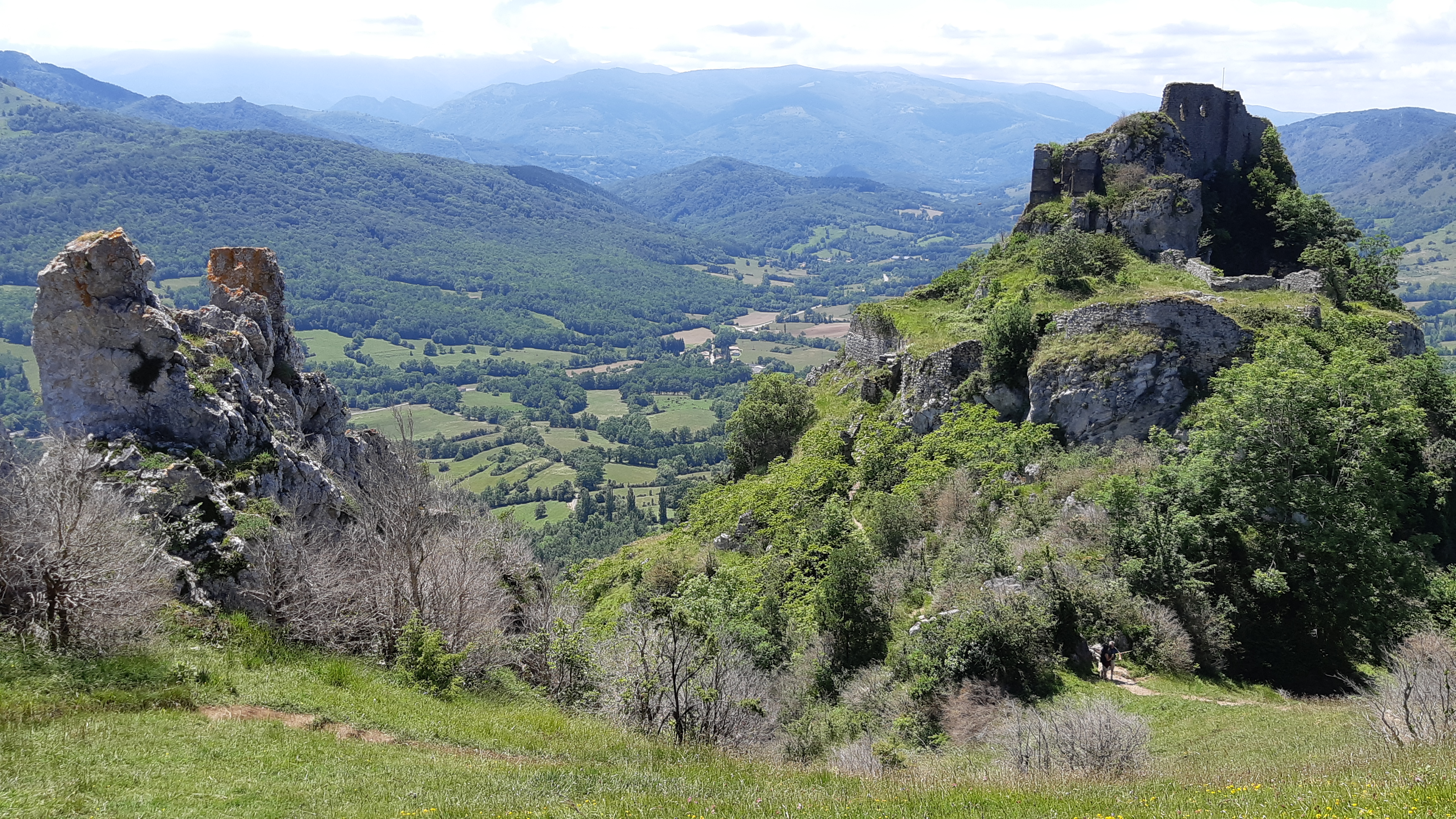
Vues depuis la crête surplombant le château.
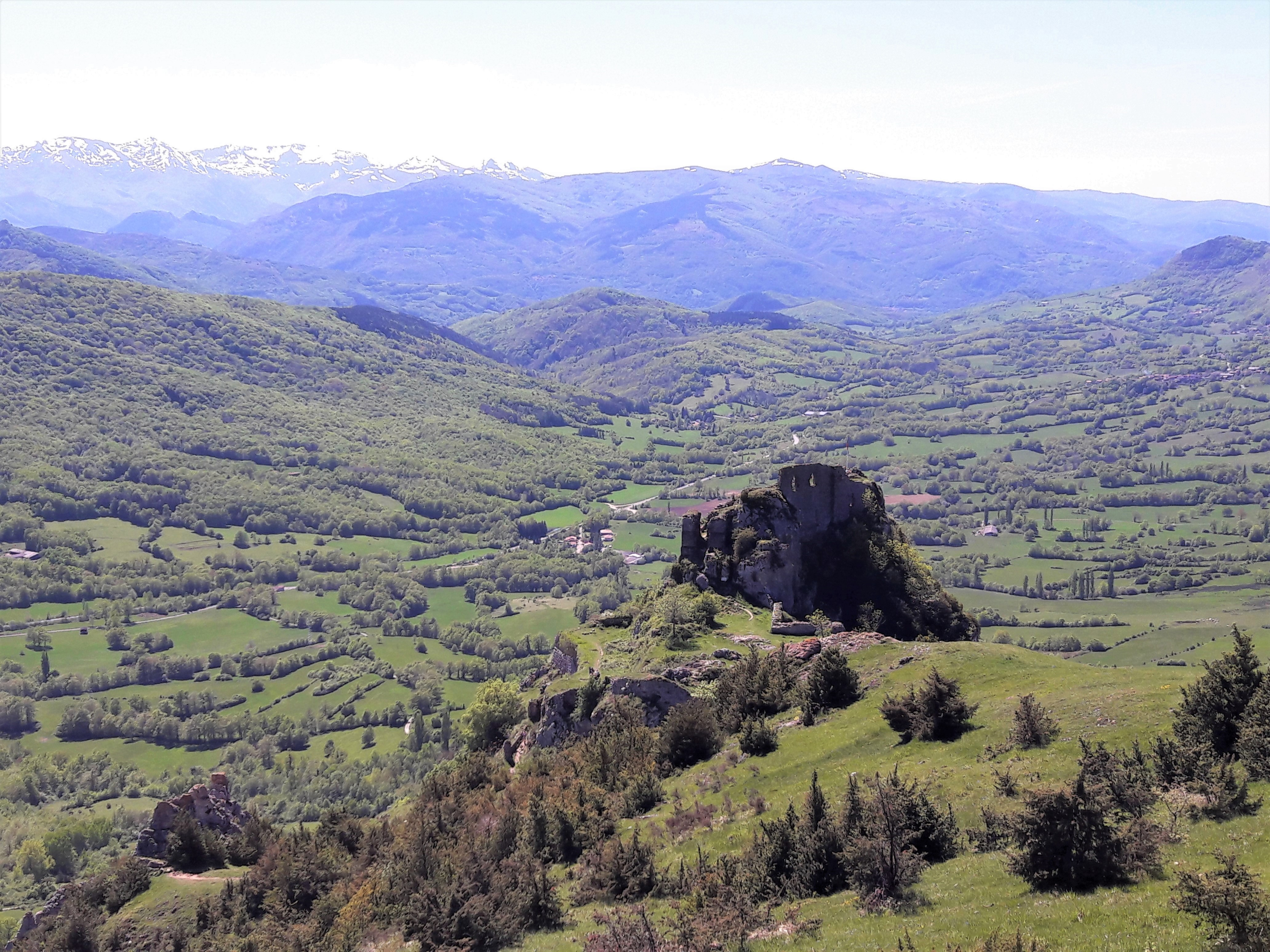
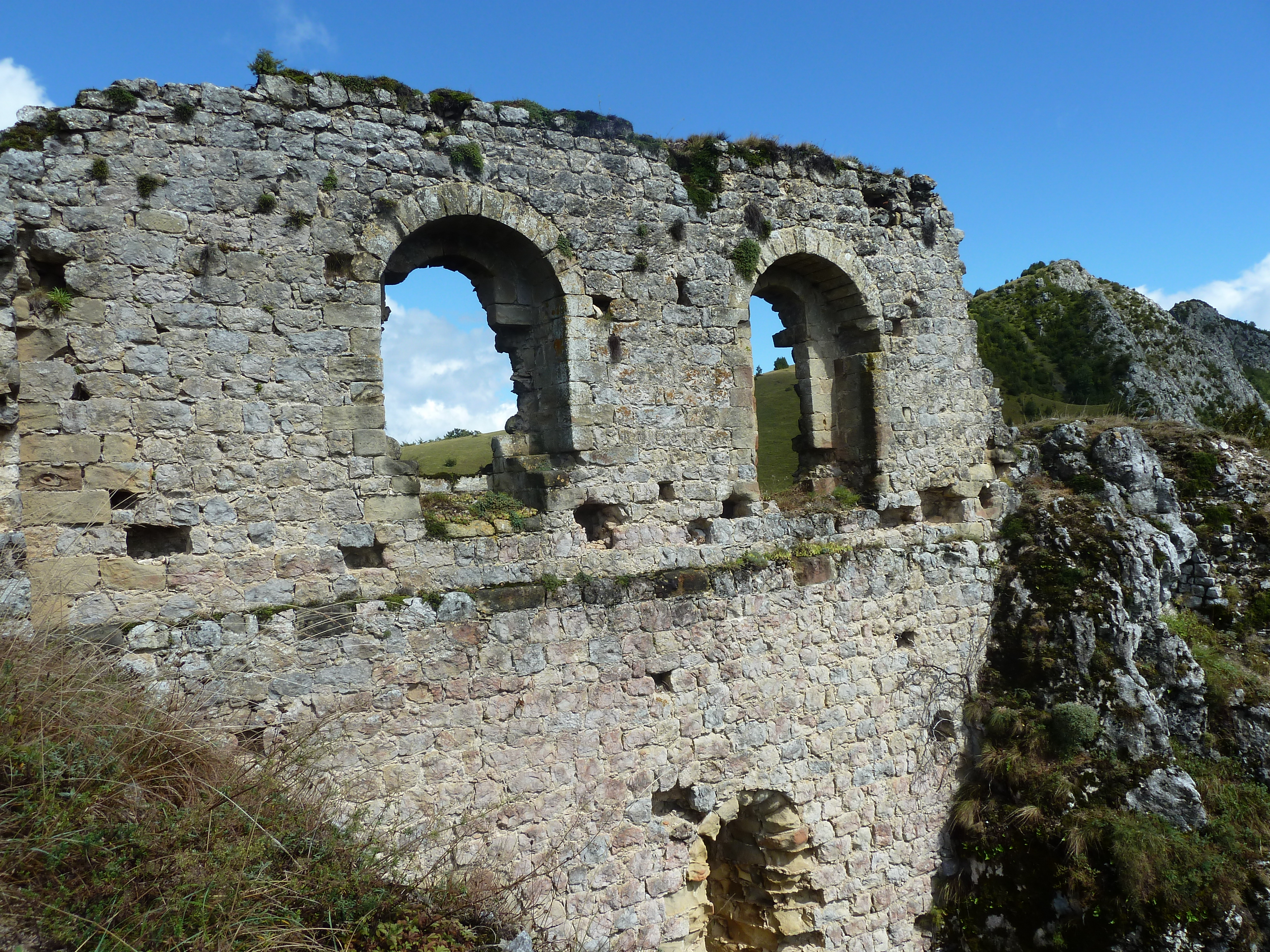
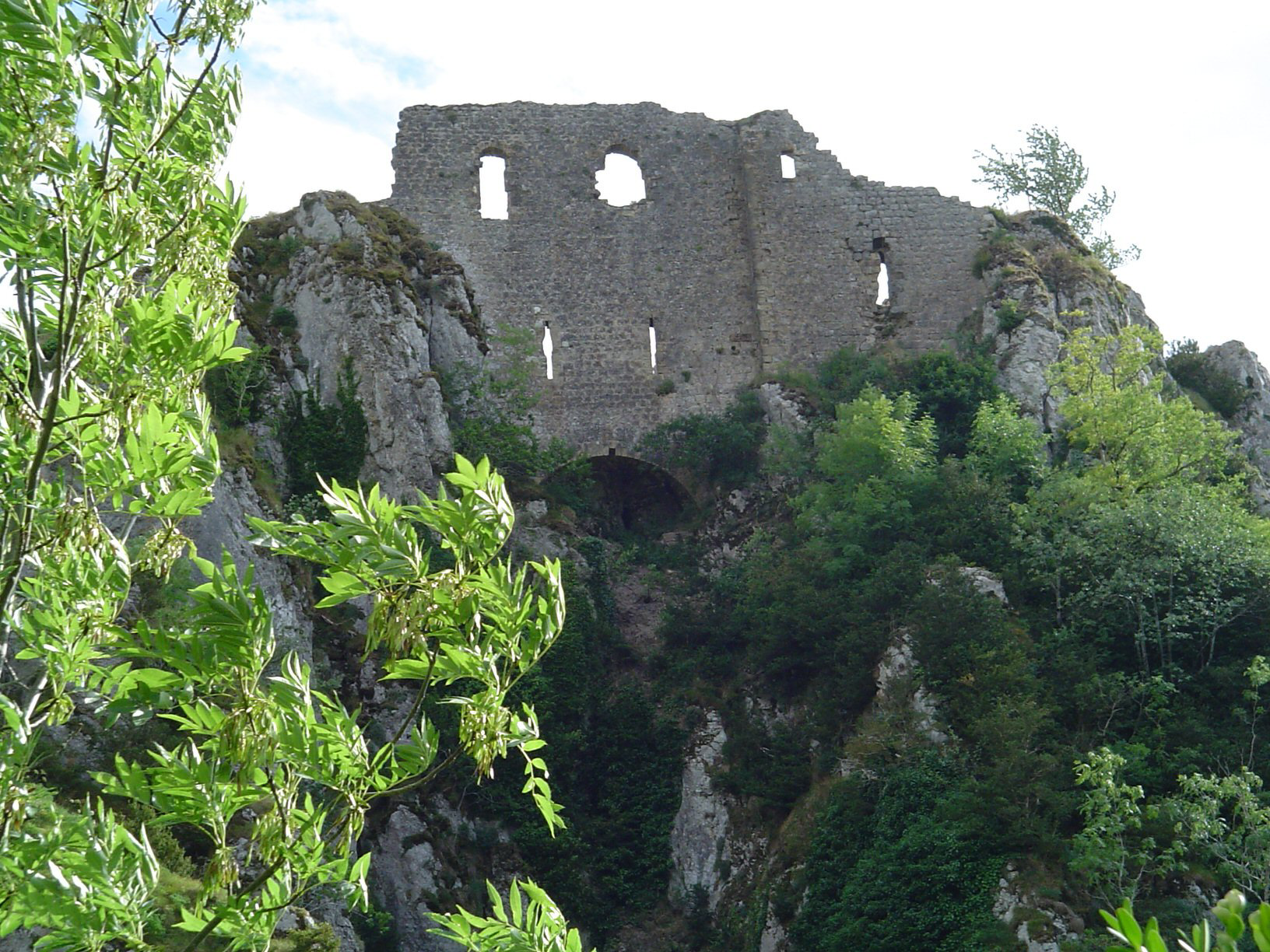
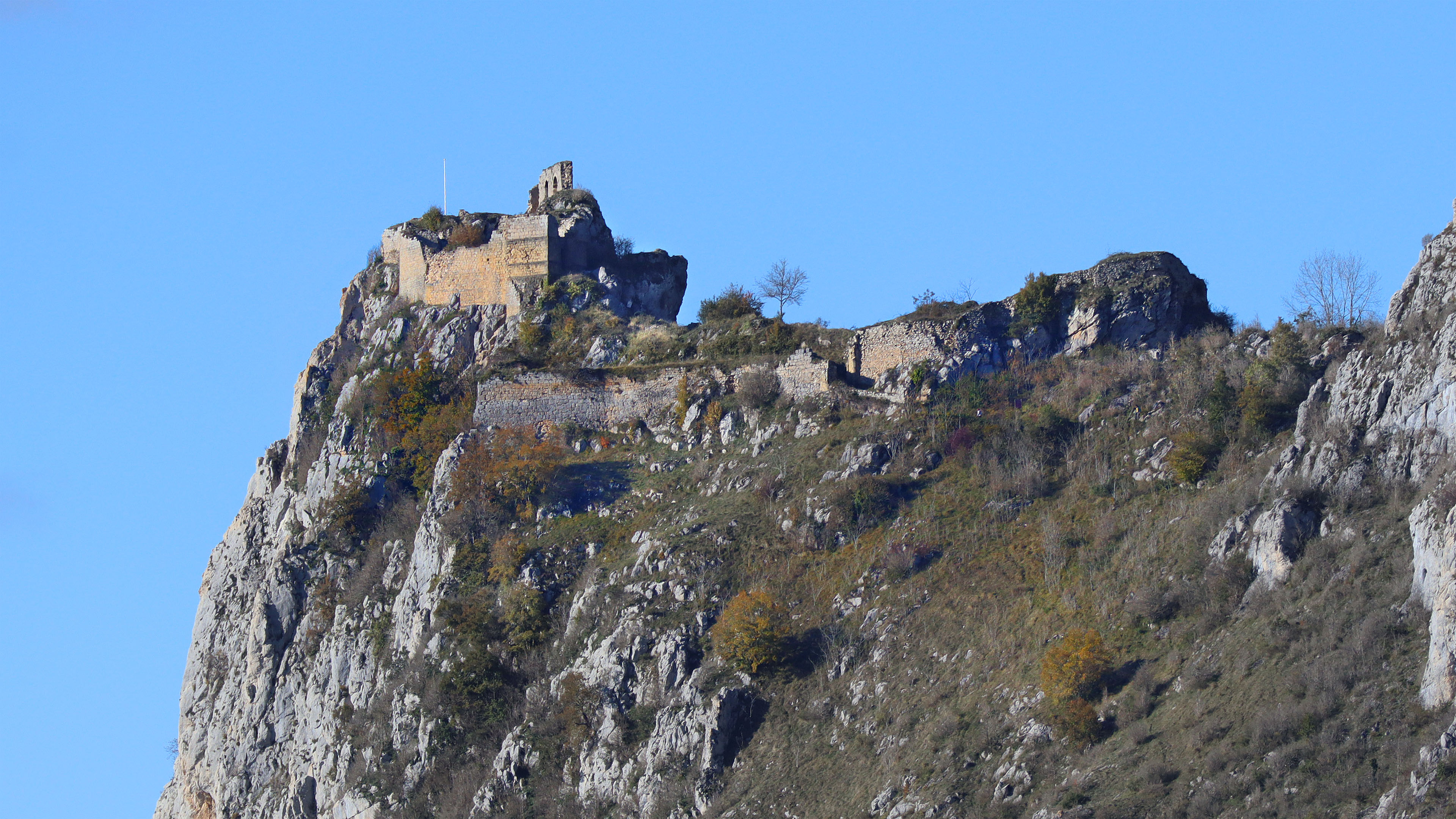
Le flanc sud domine le village
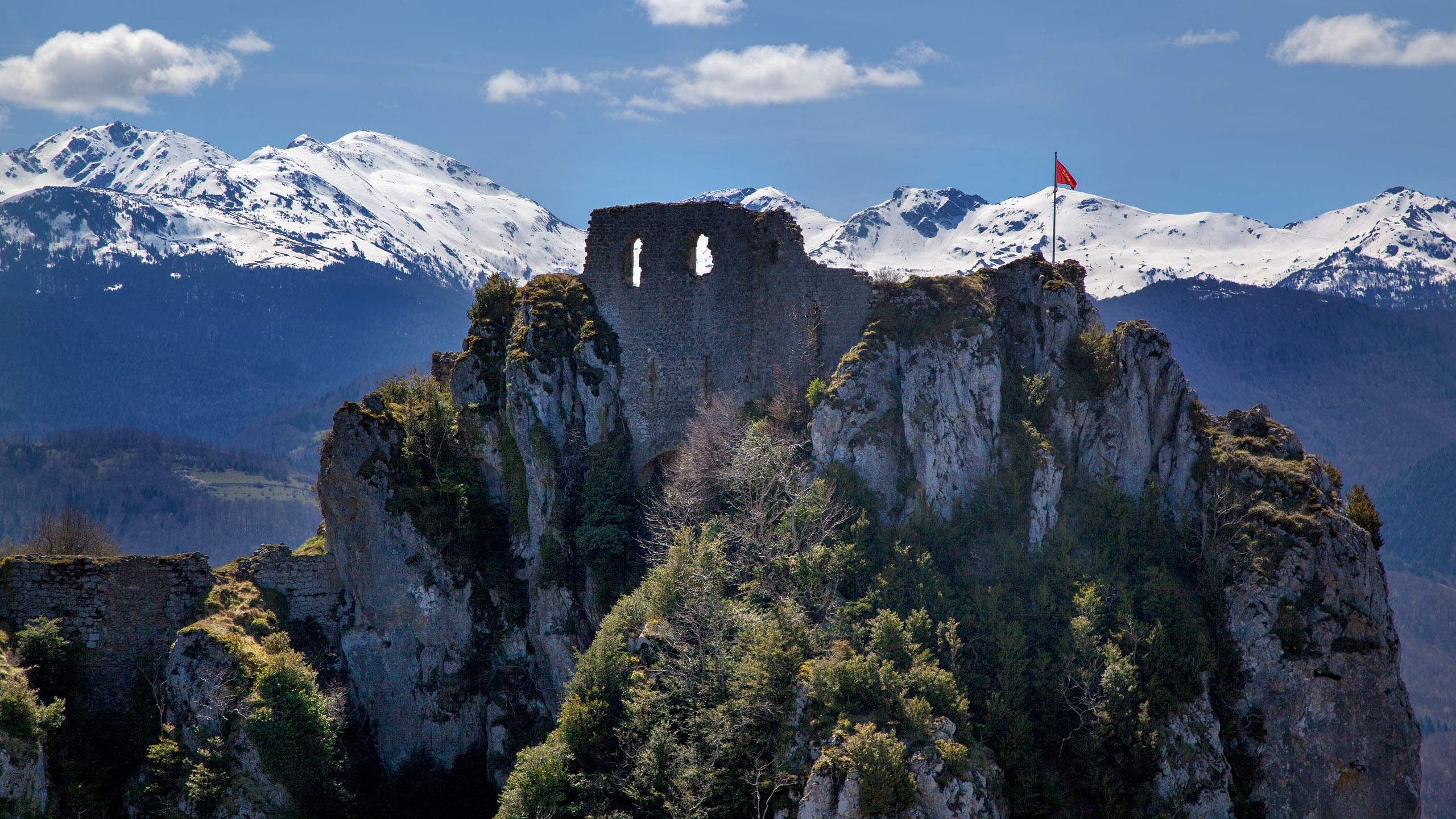
A l'arrière à gauche, le pic de Soularac et le pic de Saint-Barthélemy.
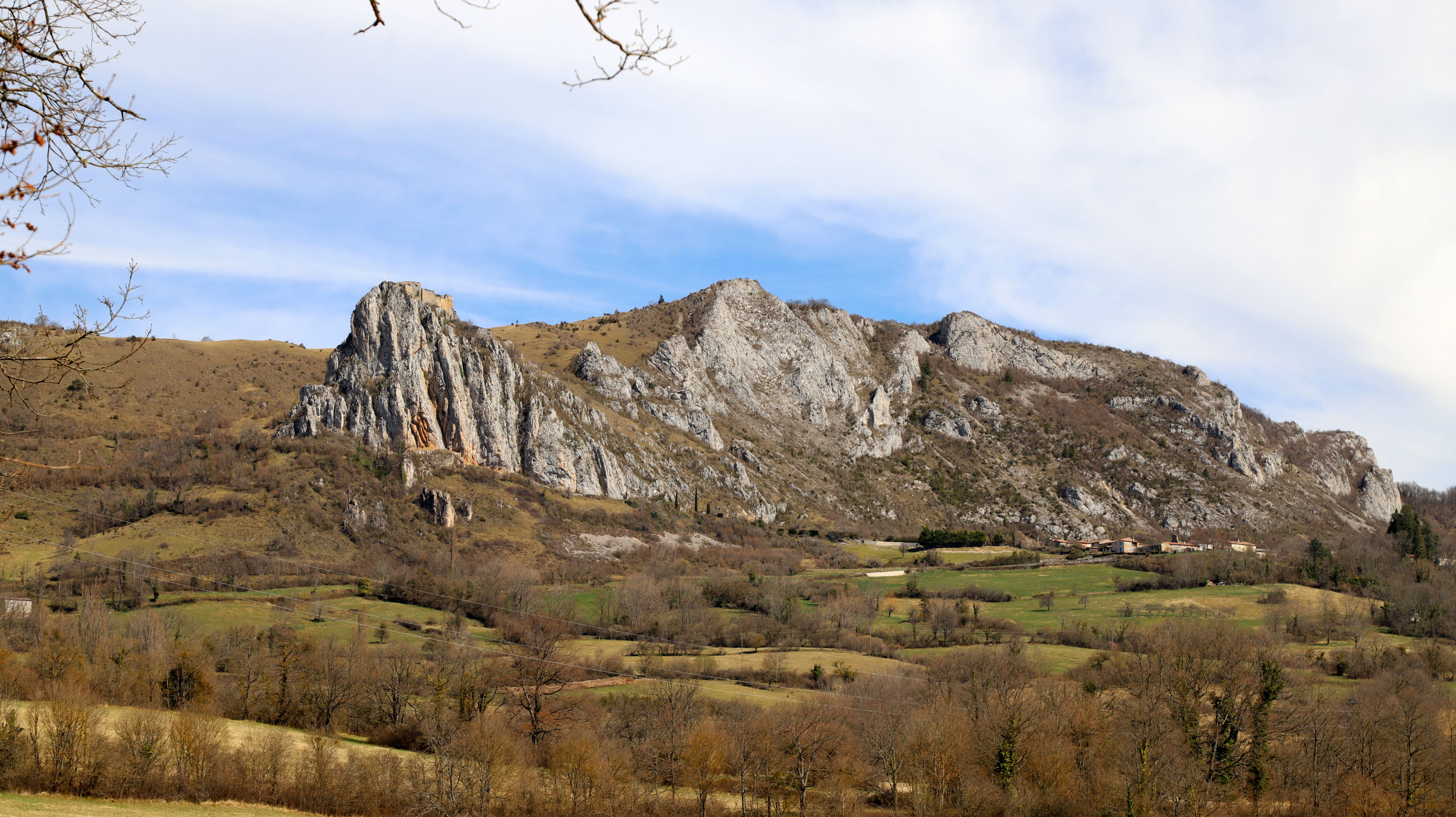
Le château, le Roc de la Lauzade et le Roc Marot.
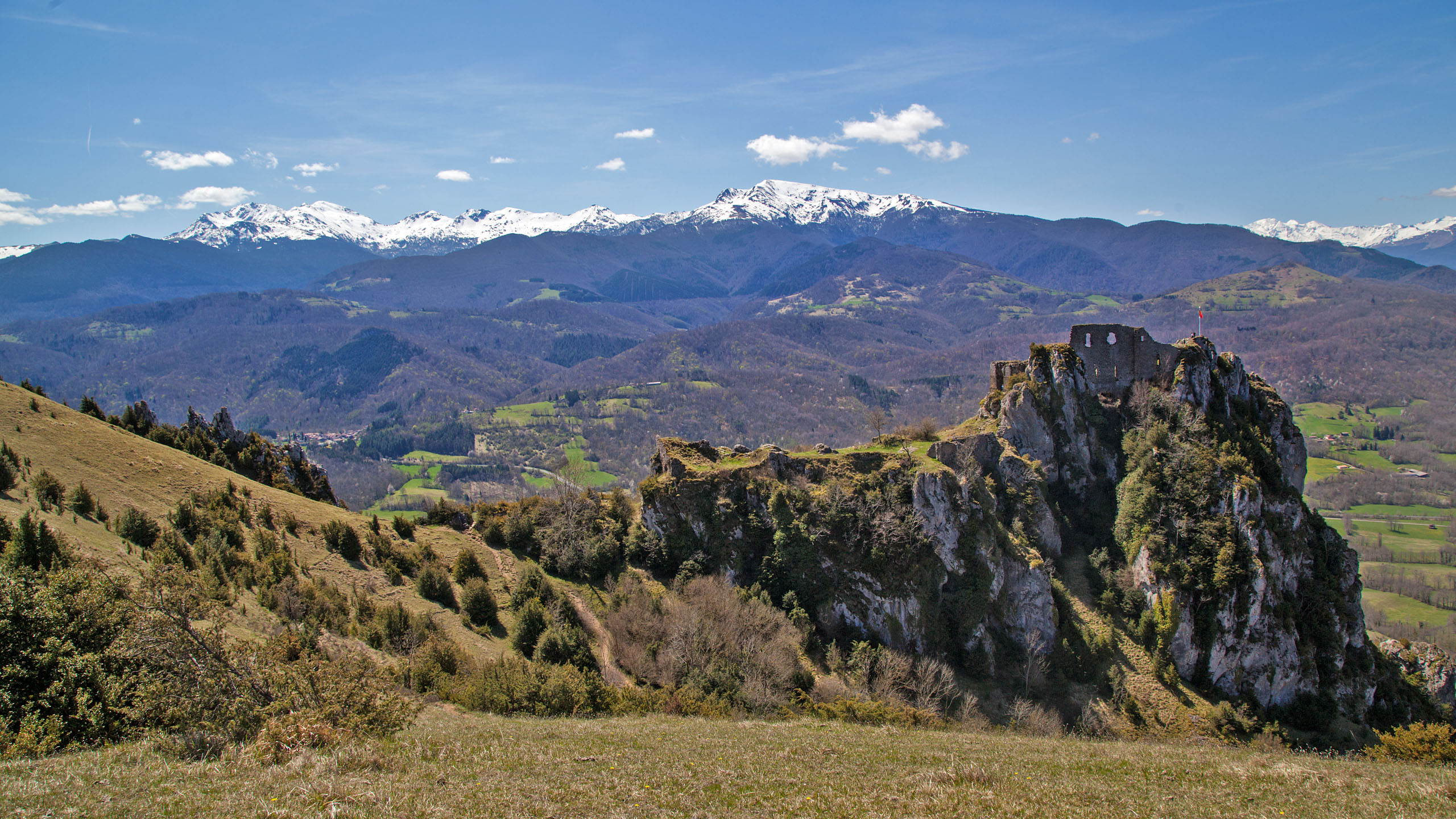
A l'arrière-plan le massif de Tabe.